# جوزف ماونت
جوزف پاتریک کنیث ماونت (به انگلیسی:Joseph Patrick Kennith Mount) ،(زادهٔ ۱۱ سپتامبر ۱۹۸۲) یک نوازنده و تهیه‌کننده موسیقی انگلیسی است. او بنیانگذار گروه موسیقی انگلیسی مترونومی است.

## زندگی‌نامه
جوزف ماونت در نوجوانی در حالی که هنوز با پدر و مادرش در دوون زندگی می‌کرد، مترونومی را به صورتی یک پروژه خانگی آغاز کرد. او در قسمتی از خاطراتش چنین یاد می‌کند: «پس از علاقه به موسیقی از همان کودکی، در چند گروه موسیقی در مدرسه درامز زدم و امت همهٔ آن گروه‌ها از هم پاشیدند. سپس یک کامپیوتر قدیمی را از پدرش گرفتم و از سن شانزده یا هفده سالگی شروع به خرابکاری کردم.» نام مترونومی در ابتدا توسط مونت انتخاب شد، زیرا این اسم جالب به نظر می‌رسید و با گروه‌هایی که در آن عضو او بود، یعنی Autechre و Funkstorung سازگار بود. کلمه «مترونومی» همچنین به یک مترونوم ارجاع داده شده‌است، که قطعه ای از تجهیزات است که نوازندگان برای کمک به حفظ و تنظیم سرعت استفاده می‌کنند.
در سال ۲۰۰۲، ماونت به قصد تحصیل به برایتون نقل مکان کرد،  در حالی در چندین شغل عجیب و غریب کار می‌کرد، از جمله یک شغل در HMV محلی. پس از فارغ‌التحصیلی، او به تولید موسیقی علاقه‌مند شد و ساخت «موسیقی متن فیلم» را شروع کرد. در زمان حضور در برایتون، ماونت شروع به شرکت در شب‌های موسیقی الکترونیکی کرد و به عنوان دی جی اجرا کرد.